# 지니상
지니상(영어: Genie Awards 지니 어워즈[*])은 캐나다 영화의 건전한 발전을 목적으로 감독, 배우, 스태프를 표창하고 노동과 성과를 기리기 위한 영화상이다.

## 역사
지니상은 1949년부터 1979년까지 실시된 캐나다 영화상(Canadian Film Awards)에서 이름을 바꿔 1980년 현재의 지니상으로 된 것이다. 제미니상 뿐만 아니라 지니상의 주최는 캐나다 영화 텔레비전 아카데미(Academy of Canadian Cinema & Television)이다. 텔레비전은 1979년 초부터 CBC에서 중계되고 있었지만, 2004년 이후에는 Citytv에서 중계되고 있었다. 2008년 이후는 CTV에서 방송된다.